# Исаак Слепой

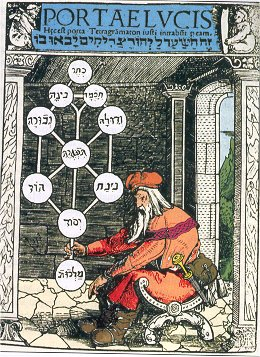
Дерево жизни (Дерево сфирот) и каббалист

Исаак Слепой, также Исаак бен-Авраам из Поскьера (др.-евр. סגיא נהור‬); на арамейском языке - Ицхак Саги-Наор (ивр. יצחק סגי נהור‎ — Исаак Лучезарный; в романской транслитерации — Isaac ben Abraham Sagi Nahor или Yitzhak Saggi Nehor; ок. 1160 — ок. 1235, город Поскьер, ныне Вовер, Франция) — знаменитый еврейский каббалист, живший во Франции. Претворил мистицизм гаонов в настоящую форму каббалы, поэтому Бахья бен Ашер назвал его «отцом каббалы».
Был первым, кто дал имена десяти сефирот и принял идею о переселении душ (ивр. — גלגול הנשמות гильгуль нешамот). Общепринято, что Исаак был автором комментария к книге «Сефер йецира». Позднейшие учёные приписывали Исааку «Книгу Бахир» (книга появилась приблизительно в 1200 году во Франции, в ней нашли отражение многие идеи, которые в дальнейшем стали важными для развития каббалы). Учёные Авраам Гаркави и Гершом Шолем не согласились с ними, доказав, что он получил основы каббалы от своих раввинов, и что «Бахир» был составлен другим автором.

## Биография
Сын известного талмудиста-антимаймониста Авраама бен Давида из Поскьеры.
Учеником Исаака был Азриэль из Жероны.

## Упоминания
Иосиф Гикатилла, рассуждая о «Maaseh Merkabah», говорит, что каббала передавалась с горы Синая одним лицом другому, пока не перешла к Исааку бен-Авраам из Поскьера . Подобным же образом выражаются другие каббалисты: Шем-Тоб ибн-Гаон, Исаак из Акры и Менахем Реканати.

## Каббалистические взгляды
Исаак был основателем первой в Европе академической школы каббалистов.
Он утверждал, что все вещи и события во вселенной — продукт комбинаций букв еврейского алфавита. «Их корень находится в имени, поскольку буквы походят на ветви, которые появляются наподобие мерцающего огня, движущегося, но все же однако связанного с углем».
Исаак рассматривал 10 сфирот как сущности, берущие своё начало в безднах Эйн соф (Безграничного). Он полагал, что из Эйн соф эманировала Махшава (Божественная Мысль), которая стала первым сверхъестественным атрибутом. Остальные сфирот произошли из Божественной Мысли. Индивидуальные существа в мире — это материальное проявление сфирот, хотя на более низком уровне реальности.
Важным вкладом Исаака в каббалу стало введение практики медитации (каванны) — умственном сосредоточении на сфирот, или «десяти аспектах Бога». Исаак полагал, что разум, пытающийся размышлять о сфирот, поднимается и пронизывает небеса, объединяясь в конечном счёте с Богом. Каббалист в своём мистическом опыте восходит на уровни Божественных эманаций, чтобы объединиться с Божественной Мыслью. Последующие каббалисты продолжали пользоваться подходом Исаака Слепого к размышлению (медитациям) о сфирот в поиске мистических коммуникаций с Богом.

## Критика роли Исаака Слепого в развитии каббалы
Современные исследования, в частности работа Джонатана Даубера (2025), оспаривают традиционное представление о центральной роли раввина Исаака Слепого в зарождении каббалы. Даубер показывает, что литературное наследие Исаака крайне скудно: с достоверностью ему приписывается лишь одно письмо с кратким мистическим толкованием Псалма 150. Атрибуция других трудов, включая комментарий к «Сефер Йецира», вызывает сомнения некоторых исследователей. Даубер также указывает, что предполагаемые ученики Исаака, такие как Эзра и Азриэль из Жероны, ссылаются на него редко и без явных признаков прямой ученической зависимости. Кроме того, анализ ранней каббалистической литературы показывает существование множества независимых традиций помимо круга семьи Исаака. На этом основании Даубер предлагает пересмотреть устоявшийся нарратив и отказаться от представления о Исааке Слепом как о центральной фигуре в становлении каббалы.